# Кадикејски гласник
Кадикејски гласник: независан лист за војне и дневне новости   je војнички лист који је објављиван недељно, током периодa од  18. новембра до 25. децембра 1912. године.  Лист је писан у рововима и прекуцаван у Кадикеју, месту близу Једрена, током Првог балканског рата.  

## Историјат
Кадикејски гласник је био војнички лист, који се првенствено бавио ратним и дневним новостима, пратио развој војевања хронолошки. Доносио је духовите прилоге упућене војницима и официрима. Ту су се налазили и књижевни прилози. Главни уредник је био Вукоман Средојевић - Куријак. Издавао га је Штаб Дунавске дивизије другог позива, или према другим изворима Тимочка дивизија
првог позива. Током Првог светског рата  и Балканских ратова гасе се многобројна цивилна али и војна гласила. У Првом балканском рату 1912. године излазио је специфични Кадикејски гласник, који се наводи чак као рововски лист.  Часопис је писан руком, а у каснијем броју прекуцаван, чиме је превазишао све техничке препреке које је имао у ратним условима. 
У уводнику овог гласника, писаног у Кадикеји, о разлозима покретања уредништво каже: Ми покрећемо лист, да овај народ види, да његови ослободиоци располажу не само бајонетима, већ да је тај народ кадар, да га и просвети, да му отвори пут напретку у сваком погледу.
Наредбом војних старешина забрањено је даље излажење листа.

### Периодичност излажења
Излазио је недељно једанпут.

### Тематика
- Ратне новости
- Дневнен овости
- Духовити прилози
- Књижевни прилози

### Рубрике
- Ратна хроника
- Домаће вести
- Из туђих листова